# Leon Garfield
Pour les articles homonymes, voir Garfield.
Leon Garfield, né le 14 juillet 1921 à Brighton dans le Sussex et mort le 2 juin 1996 à l'âge de 74 ans, est un écrivain britannique, connu pour ses romans historiques pour la jeunesse.

## Biographie
Écrivain britannique de fiction, Leon Garfield est surtout connu pour ses romans historiques pour les enfants, même s'il a également écrit pour les adultes. Il et l’auteur de plus de trente livres, et a scénarisé Shakespeare : Les Contes animés pour la télévision.
Garfield a étudié au gymnase Brighton (1932-1938) et a continué à étudier l'art à Regent Street Polytechnic, mais ses études sont interrompues d'abord par manque d'argent, puis par le déclenchement de la Seconde Guerre mondiale. Il épouse Lena Leah Davies en avril 1941, à la synagogue Golders Green, mais ils se séparent après seulement quelques mois. Pour son service militaire, il rejoint la British Army Medical Corps. Lors de son affectation en Belgique, il rencontre Vivien Alcock, une conductrice d'ambulance, qui allait devenir sa seconde épouse (en 1948) et une auteur pour enfants bien connue. Elle aura également une grande influence sur l'écriture de Garfield, en lui donnant des suggestions pour ses livres, y compris l'idée originale de Smith. Après la guerre, Garfield travaille comme technicien de laboratoire de biochimie à l'hôpital Whittington à Islington et écrit pendant son temps libre jusque dans les années 1960, où il obtient un succès suffisant pour écrire à plein temps. En 1964, le couple adopte une petite fille appelée Jane, en hommage à Jane Austen, un des écrivains préférés de ses deux parents.
Son premier livre, le roman de pirates Jack Holborn, a été initialement conçu comme un roman pour adultes, mais un éditeur a vu son potentiel en tant que roman pour enfants et a convaincu l'auteur de l'adapter pour un public plus jeune. C'est sous cette forme qu'il sera publié en 1964. Son second ouvrage, L'Homme qui sortait du brouillard (Devil-in-the-Brouillard, 1966), a remporté le premier prix Guardian et a été adapté en série pour la télévision, ce qui sera le cas de plusieurs de ses romans (voir ci-dessous). Le livre a été adapté dans une série de récits d'aventures, habituellement situés dans la fin du XVIIIe siècle, avec un personnage d'origine modeste (dans ce cas, un garçon issu d'une famille de comédiens ambulants) poussé au milieu d'une intrigue menaçante.
Smith (1967), qui a remporté le prix Phénix de littérature pour enfants en 1987, suit une tendance similaire, avec le héros éponyme, un jeune pickpocket, admis dans un ménage riche. Il en va de même pour Black Jack (1968), dans lequel un jeune apprenti se retrouve, par accident et forcé par sa conscience, à accompagner un criminel meurtrier.
À partir de 1970, les travaux de Garfield commencent à se tourner vers de nouvelles directions : Le Printemps des dieux, adaptation de mythes grecs coécrite par Garfield et Edward Blishen (en) et illustré par Charles Keeping (en), a remporté la médaille Carnegie pour la littérature pour enfants, et a été suivie par The Golden Shadow (1973). The Drummer Boy (1970) est une autre histoire d'aventure, mais aborde plusieurs problèmes moraux essentiels, et semble destiné à des lecteurs un peu plus âgés, une tendance qui s'est poursuivie avec Les prisonniers de Septembre (1975), Le Jardin d'agrément (1976) et L'Homme de confiance (The Confidence Man, 1978). L’Étrange Affaire d'Adélaïde Harris (1972) est une comédie noire, dans laquelle deux garçons décident de tester la plausibilité de l'histoire de Romulus et Remus avec la petite sœur de l'un des garçons.
Une de ses œuvres les plus remarquables à l'époque consiste en une série de courtes histoires liées entre elles, sur les apprentis, publiées séparément entre 1976 et 1978, puis sous forme d'une collection : Les Apprentis. Les livres aux thèmes plus adultes publiés au milieu des années soixante rencontrent un accueil mitigé, et Garfield retourne au modèle de ses livres précédents avec John Diamond, qui remporte le prix Whitbread du meilleur livre pour enfants en 1980, et La Rose de Décembre (1986). Il a également écrit en 1980 la fin du roman inachevé The Mystery of Edwin Drood par Charles Dickens, un auteur qui avait eu une influence majeure sur son propre style.
Leon Garfield a été élu membre de la Royal Society of Literature en 1985. Le 2 juin 1996, il meurt d'un cancer à l'hôpital Whittington, où il avait travaillé auparavant.

## Thèmes, influences, style
Tous les romans pour enfants de Garfield ont un cadre historique. Dans les premiers romans il s'agit la plupart du temps la fin du XVIIIe siècle, et à partir de John Diamond, c'est le XIXe siècle. Mais ce ne sont pas des romans sur les événements historiques - qui sont rarement représentés - ou sur les conditions sociales, qui ne fournissent que le point de départ pour les histoires personnelles des personnages. Dans les quelques romans où Garfield décrit des événements réels, il écrit du point de vue limité et subjectif de ses personnages.
Les livres historiques doivent beaucoup à Dickens ainsi qu'à Stevenson, dont le roman L'Île au trésor a clairement servi de modèle pour Jack Holborn, avec ses alliances changeantes entre les personnages et les manipulations dans la poursuite d'un trésor. Garfield admet également Le Maître de Ballantrae comme source d'inspiration pour le livre. Au-delà de ces inspirations spécifiques, Garfield partage le penchant de Stevenson pour la liaison entre un héros relativement conservateur et une personnalité plus énergique, extérieure à la moralité conventionnelle. Une autre forme graphique récurrente (plus évidente dans Smith et La Rose de Décembre), celle dans laquelle un paria est intégré à une famille qui le soutient, doit plus à Dickens. Garfield partage aussi avec Dickens une forte préférence pour un milieu urbain, en général Londres.
Le père de Garfield avait rompu le contact avec lui quand il a divorcé de sa femme juive ; Roni Natov, le spécialiste de Garfield, considère que cette relation paternelle difficile a eu une influence majeure sur le travail de l'écrivain : Garfield a en effet donné une grande importance aux pères et aux figures paternelles dans ses romans. Ce point de vue se retrouve en partie dans un commentaire de Garfield lui-même.

## Romans parus
- Jack Holborn (Jack Holborn), 1964
- L'Homme qui sortait du brouillard (Devil-in-the-Fog), 1966
- Smith (Smith), 1967
- Black Jack (Black Jack), 1968
- Drummer Boy, 1970
- Le Printemps des dieux - Le roman de la mythologie grecque (The God beneath the sea), 1970 (avec Edward Blishen)
- L’Étrange Affaire d'Adélaïde Harris (The Strange Affair of Adelaide Harris), 1971
- The Ghost Downstairs, 1972
- Le Temps des héros - Le roman de la mythologie grecque 2 (The Golden Shadow), 1973 (avec Edward Blishen)
- Le Berceau volant (The Sound of coaches), 1974
- Les Prisonniers de Septembre (The Prisoners of September), 1975
- Adventures of the boy and the monkey, 1976
- Le Jardin d'agrément (The Pleasure Garden), 1976
- L'Homme de confiance (The Confidence Man), 1978
- Les Apprentis (The Apprentices), 1978
- John Diamond (John Diamond), 1980
- The House of Cards (1982)
- Saint mariage (The Wedding Ghost), 1985
- La Rose de décembre (December Rose), 1986
- À l'enseigne du diable (The Empty Sleeve), 1988
- La Montre en or (Blewcoat Boy), 1988
- Le Fantôme de l'apothicaire (Mr Corbett's Ghost), 1987  (ISBN 2-0703-3387-6)
- Le Cœur sur la main

## Adaptations

### Cinéma et télévision
Beaucoup de livres de Garfield ont été adaptés au cinéma ou à la télévision : 
- 1968 : Devil-in-the Fog (L'Homme qui sortait du brouillard), série télévisée britannique en 6 épisodes ;
- 1970 : Smith, série télévisée britannique en 7 épisodes ;
- 1979 : The Strange Affair of Adelaide Harris (L’Étrange Affaire d'Adélaïde Harris), série britannique en 6 épisodes réalisée par la BBC ;
- 1979 : Black Jack, film de Ken Loach ;
- 1981 : John Diamond, téléfilm réalisé par Eric Davidson pour la BBC ;
- 1982 : Jack Holborn, mini-série allemande en six épisodes sortie pour les fêtes de Noël par la ZDF ;
- 1982 : The Ghost Downstairs, téléfilm britannique réalisé par Andrew Gosling ;
- 1987 : Mr Corbett's Ghost (Le Fantôme de l'apothicaire), téléfilm britannique de Danny Huston, avec Paul Scofield et John Huston.
- 1986 : The December Rose (La Rose de décembre), série britannique en 6 épisodes. Leon Garfield a lui-même écrit le scénario de la série, qu'il a ensuite adapté en roman.
- 1992 et 1994 : Shakespeare : Les Contes d'animation, dessin animé britannique en 12 épisodes commandé par la chaîne galloise S4C. Les dessins sont l’œuvre de grands artistes russes. Tous es scenarios ont été écrits par Léon Garfield, ce qui lui a valu de remporter le prix Sam Wanamaker en 1995.